# Philine sarcophaga
Philine sarcophaga is een slakkensoort uit de familie van de Philinidae. De wetenschappelijke naam van de soort is voor het eerst geldig gepubliceerd in 2011 door Price, Gosliner & Valdés.